# Марянув (Равський повіт)
Марянув (пол. Marianów) — село в Польщі, у гміні Біла-Равська Равського повіту Лодзинського воєводства.
Населення — 77 осіб (2011).
У 1975-1998 роках село належало до Скерневицького воєводства.

## Демографія
Демографічна структура станом на 31 березня 2011 року:
|          | Загалом | Допрацездатний вік | Працездатний вік | Постпрацездатний вік |
| -------- | ------- | ------------------ | ---------------- | -------------------- |
| Чоловіки | 40      | 4                  | 32               | 4                    |
| Жінки    | 37      | 10                 | 15               | 12                   |
| Разом    | 77      | 14                 | 47               | 16                   |